# Siemowit cieszyński
Siemowit (ur. ok. 1340, zm. 25 września 1391) – przedstawiciel Piastów cieszyńskich, przeor joannitów.
Był synem Kazimierza I, księcia cieszyńskiego, i jego żony Eufemii, córki Trojdena I księcia mazowieckiego. Podobnie jak jego starsi bracia Bolesław i Jan, Siemowit został przeznaczony do kariery duchownej.
Był kolejno komturem joannitów w Małej Oleśnicy koło Oławy od 1360, wielki przeor Czech, Moraw, Polski, Austrii, Styrii i Karyntii od 1371, od 1384 skarbnikiem i namiestnikiem na obszar przeoratu niemieckiego.